# Slaget vid Bunketofta
Slaget vid Bunketofta utkämpades 11 maj 1525 vid Bunketofta i nuvarande Helsingborgs kommun, där skånska bönder kämpade för att återinsätta den danske kungen Kristian II som hade avsatts 1523.
På minnesstenen finns följande inskription: "Den 4 maj 1525 föllo här i Bunketofta lund skånska bönder i kamp för friheten" och "Efterkommande satte stenen 1925".
De skånske bönderna under Søren Norby blev där besegrade av Johan Rantzau i spetsen för en dansk här.
Enligt senare uppgifter stod slaget istället den 11 maj.

### Webbkällor
- https://web.archive.org/web/20080129115915/http://hd.se/mer/2008/01/28/haer-slaktades-upproriska-skaanska/